# Jake Burns
Jake Burns (John Burns; Belfast, 21 febbraio 1958) è un cantante e chitarrista britannico, meglio noto per essere componente e membro fondatore del gruppo punk irlandese Stiff Little Fingers.
Burns è anche il compositore principale delle canzoni del gruppo, tra le quali Alternative Ulster, Suspect Device, Straw Dogs e At the Edge. Le composizioni avvengono a volte in collaborazione con gli altri componenti del gruppo, o con il manager Gordon Ogilvie.
L'album di debutto degli Stiff Little Fingers, Inflammable Material, entrò nella classifica degli album britannici come la più alta nuova entrata il 21 febbraio del 1979, in coincidenza con il ventunesimo compleanno di Burns. L'album venne accolto con ottime critiche e lanciò il gruppo nella scena punk rock, anche grazie ai testi che trattavano della situazione politica dell'Irlanda del Nord al periodo.
Il gruppo dopo aver subito molti cambi di formazione, si esibisce e registra ancora, anche se Burns è rimasto l'unico membro fondatore a essere presente dalla nascita del gruppo a oggi. Del gruppo ha fatto parte anche Bruce Foxton, bassista dei The Jam, fino al 2006, anno in cui è stato sostituito dal bassista originale Ali McMordie.
Nel 1982 gli Stiff Little Fingers si sciolgono temporaneamente e Burns forma un altro gruppo, i Jake Burns and the Big Wheel, con i quali suonerà fino al 1987, anno in cui gli Stiff Little Fingers si riuniscono. Dalla formazione di Jake Burns and the Big Wheel entrano a far parte degli Stiff Little Fingers Ian McCallum alla chitarra e Steve Grantley alla batteria.
Il 27 marzo 2006 pubblica un album solista dal titolo Drinkin' Again.
Burns è sposato con Shirley Sexton, la webmistress del sito ufficiale degli Stiff Little Fingers, e vive a Chicago in Illinois.